# Г'юстон (Міссурі)
Г'юстон (англ. Houston) — місто (англ. city) в США, в окрузі Техас штату Міссурі. Населення — 2079 осіб (2020).

## Географія
Г'юстон розташований за координатами 37°19′16″ пн. ш. 91°57′40″ зх. д. / 37.32111° пн. ш. 91.96111° зх. д. (37.321005, -91.961179).  За даними Бюро перепису населення США в 2010 році місто мало площу 9,44 км², з яких 9,43 км² — суходіл та 0,01 км² — водойми.

## Демографія
Згідно з переписом 2010 року, у місті мешкала 2081 особа в 935 домогосподарствах у складі 513 родин. Густота населення становила 220 осіб/км².  Було 1060 помешкань (112/км²).
Расовий склад населення:
| - 96,3 % — білих - 0,6 % — корінних американців - 0,4 % — азіатів - 0,2 % — чорних або афроамериканців |

До двох чи більше рас належало 1,9 %. Частка іспаномовних становила 1,2 % від усіх жителів.
За віковим діапазоном населення розподілялося таким чином: 21,7 % — особи молодші 18 років, 53,6 % — особи у віці 18—64 років, 24,7 % — особи у віці 65 років та старші. Медіана віку мешканця становила 41,9 року. На 100 осіб жіночої статі у місті припадало 78,5 чоловіків;  на 100 жінок у віці від 18 років та старших — 75,5 чоловіків також старших 18 років.
Середній дохід на одне домашнє господарство  становив 41 896 доларів США (медіана — 24 231), а середній дохід на одну сім'ю — 56 163 долари (медіана — 37 875). Медіана доходів становила 31 518 доларів для чоловіків та 24 115 доларів для жінок. За межею бідності перебувало 31,1 % осіб, у тому числі 39,9 % дітей у віці до 18 років та 20,5 % осіб у віці 65 років та старших.
Цивільне працевлаштоване населення становило 751 осіб. Основні галузі зайнятості: освіта, охорона здоров'я та соціальна допомога — 29,4 %, роздрібна торгівля — 22,8 %, публічна адміністрація — 15,7 %.